# Hortense Béwouda
Hortense Clementine Béwouda Kaméni (* 19. Oktober 1978) ist eine ehemalige kamerunische Sprinterin, die sich auf den 400-Meter-Lauf spezialisiert hat.

## Sportliche Laufbahn
Erste internationale Erfahrungen sammelte Hortense Béwouda im Jahr 2000, als sie bei den Afrikameisterschaften in Algier in 3:32,89 min gemeinsam mit Mireille Nguimgo, Claudine Komgang und Myriam Léonie Mani die Goldmedaille mit der kamerunischen 4-mal-400-Meter-Staffel. Zudem sicherte sie sich in 46,97 s die Bronzemedaille mit der 4-mal-100-Meter-Staffel gemeinsam mit Françoise Mbango Etone, Claudine Komgang und Mireille Nguimgo. Im Jahr darauf schied sie bei den Spielen der Frankophonie in Ottawa mit 53,71 s in der Vorrunde über 400 Meter aus und 2002 klassierte sie sich  bei den Commonwealth Games in Manchester mit 53,00 s auf dem siebten Platz und gelangte mit der 4-mal-400-Meter-Staffel nach 3:32,74 min auf Rang sechs. Anschließend wurde sie bei den Afrikameisterschaften in Radès in 52,26 s Vierte über 400 Meter und wurde mit der 4-mal-400-Meter-Staffel wegen eines Dopingverstoßes einer ihrer Mitstreiterinnen disqualifiziert. 2003 startete sie mit der Staffel bei den Weltmeisterschaften in Paris und belegte dort mit 3:27,08 min im Finale den siebten Platz. Anschließend belegte sie bei den Afrikaspielen in Abuja in 51,96 s den sechsten Platz über 400 Meter und gewann in der 4-mal-400-Meter-Staffel in 3:31,52 min gemeinsam mit Carole Kaboud Mebam, Mireille Nguimgo und Muriel Noah Ahanda die Silbermedaille hinter dem nigerianischen Team. Im Jahr darauf gewann sie bei den Afrikameisterschaften in Brazzaville in 51,15 s die Bronzemedaille im Einzelbewerb hinter der Senegalesin Fatou Bintou Fall und Kaltouma Nadjina aus dem Tschad. Zudem gewann sie im Staffelbewerb in 3:30,77 min gemeinsam mit Carole Kaboud Mebam, Muriel Noah Ahanda und Delphine Atangana die Bronzemedaille hinter den Teams aus dem Senegal und Südafrika. Anschließend nahm sie an den Olympischen Sommerspielen in Athen teil und kam dort mit 52,11 s nicht über die erste Runde über 400 Meter hinaus und verpasste auch mit der Staffel mit 3:29,93 min den Finaleinzug. 2005 kam sie bei den Weltmeisterschaften in Helsinki im Vorlauf nicht ins Ziel und im Jahr darauf bestritt sie in Busto Arsizio ihren letzten offiziellen Wettkampf und beendete daraufhin ihre aktive sportliche Karriere im Alter von 27 Jahren.

## Persönliche Bestzeiten
- 400 Meter: 51,04 s, 24. Juni 2004 in Algier
  - 400 Meter (Halle): 55,81 s, 9. Februar 2005 in Genua